# Pigen fra Mexiko
Pigen fra Mexiko (originaltitel: The Tarentula (dansk: Tarentellen)) er en amerikansk stumfilm fra 1916 af George D. Baker.
Filmen havde dansk biografpremiere i juni 1918 under titlen Pigen fra Mexiko, uagtet at den kvindelige hovedperson er fra Cuba. Selv om dele af handlingen foregår i Cuba, er filmen optaget i Brooklyn og i New York City.

## Medvirkende
- Edith Storey som Chonita Alvarado.
- Antonio Moreno som Pedro Mendoza.
- Charles Kent som Van Allen.
- Eulalie Jensen som Donna Luz.
- L. Rogers Lytton som Senor Alvarado.

## Handling
En ung amerikaner rejser til Cuba sammen med sin onkel. Han træffer en ung cubansk kvinde (Edith Storey) af en fin familie, som han har en affære med, før han igen forlader øen. Kvindens familie og kæreste opdager affæren og smoder kvinder ud af hjemmet. Hun må ernære sig som danser i Havana, men kommer på et tidspunkt til USA, hvor hun opsøger manden, der ødelagde hendes liv. På et tidspunkt drikker han sig fuld og lægger sig til at sove. Kvinder dræber ham herefter ved at lægge en tarantel i hans hånd. Hun vender herefter tilbage til Cuba, hvor hun nu er blevet tilgivet, og hun gifter sig med sin forlovede.